# ミラン・ドゥディッチ
ミラン・ドゥディッチ（セルビア語: Milan Dudić, 1979年11月1日 - ）はセルビア・クラリェヴォ出身の元同国代表サッカー選手。ポジションはディフェンダー。

## 経歴

### クラブ
地元のFKマグノフロム・クラリェヴォを皮切りに、FKバネ、FKスロガ・クラリェヴォ、FKコムグラプ・ベオグラードなどセルビアのアマチュアクラブでプレー。19歳の頃、FKチュカリチュキで初のプロ契約を結ぶ。同クラブでスタメンを勝ち取り80試合に出場、5得点を記録。
同クラブでの活躍が認められ、23歳の頃、同国1部リーグセルビア・スーペルリーガの名門レッドスター・ベオグラードに移籍。4シーズンで通算103試合に出場、計10得点を記録、同国リーグやカップなどで優勝する。
2006年夏にオーストリア・ブンデスリーガに属するレッドブル・ザルツブルクへ移籍。オーストリア・ブンデスリーガでの優勝などに貢献したほか、UEFAチャンピオンズリーグ予選やUEFAカップ本大会での出場を果たす。
2011年夏にSKシュトゥルム・グラーツへ移籍。

### 代表
セルビア・モンテネグロA代表（当時）選手として2006 FIFAワールドカップドイツ大会に出場。セルビアA代表とモンテネグロA代表に分割した後はセルビアA代表に名を連ねていた。2006年に代表を引退。
本職はセンターバックであるが、レッドブル・ザルツブルクでは時折サイドバックとしてもプレーしている。

## 代表歴

### 出場大会
- ユーゴスラビア代表
- セルビア・モンテネグロ代表
  - 2006 FIFAワールドカップ

### 試合数
- 国際Aマッチ 2試合 0得点（ユーゴスラビア代表、2001年）[1]
- 国際Aマッチ 11試合 0得点（セルビア・モンテネグロ代表、2002年-2006年）[1]

| ユーゴスラビア代表 | 国際Aマッチ | 国際Aマッチ |
| 年                 | 出場        | 得点        |
| ------------------ | ----------- | ----------- |
| 2001               | 2           | 0           |
| 通算               | 2           | 0           |

| セルビア・モンテネグロ代表 | 国際Aマッチ | 国際Aマッチ |
| 年                         | 出場        | 得点        |
| -------------------------- | ----------- | ----------- |
| 2002                       | 1           | 0           |
| 2003                       | 2           | 0           |
| 2004                       | 3           | 0           |
| 2005                       | 3           | 0           |
| 2006                       | 2           | 0           |
| 通算                       | 11          | 0           |

## 獲得タイトル
- オーストリア・ブンデスリーガ優勝1回　（2007）
- セルビア・スーペルリーガ優勝2回　（2004、2006）
- セルビア・カップ優勝2回　（2004、2006）